# Йохан I фон Родемахерн
Йохан I фон Родемахерн (на немски: Johann I von Rodemachern; † 1360) е господар на Родемахерн, Хесперинген, Райхерсберг, Фенч и Шасепиере в Лотарингия, Гранд Ест.

## Произход и наследство
Той е големият син на Гилес III фон Родемахерн 'Младия' († сл. 1327), сенешал и маршал на Люксембург, и съпругата му Маргарета дьо Жоанвил († сл. 1325). Потомък е на Арнолд II фон Родемахерн († сл. 1232), фогт на Родемахерн. Брат е на Готфрид (Жофрид) фон Родемахерн († сл. 1349) и Тилман фон Родемахерн († сл. 1343).
Родемахерн тогава е в Херцогство Люксембург. През 1492 г. собственостите на господарите фон Родемахерн отиват на маркграф Кристоф I фон Баден и неговият внук Кристоф II основава през 1556 г. маркграфството Баден-Родемахерн.

## Фамилия
Йохан I фон Родемахерн се жени на 5 май 1320 г. за Елизабет дьо ла Фоше († сл. 1344), дъщеря на Жан II дьо ла Фоше (* ок. 1265) и Жана дьо Шарни († сл. 1324). Те имат две деца:
- Гилес IV фон Родемахерн-Засенхайм († сл. 1381), женен на 16 септември 1340 г. за Жана дьо Шатилон-сюр-Марне († сл. 1385); имат 7 деца
- Жанета фон Родемахерн († сл. 1398), омъжена I. 1354 г. за Герхард фон Шьонекен († 25 март или 25 декември 1355, убит в битка при Монтклер), II. пр. 16 октомври 1356 г. за Арнолд V фон Бланкенхайм-Геролщайн († 18 май 1360, убит в битката при Шлайден) и трети път 1361 г. за Тилман фон Вартенщайн-Щайнкаленфелс († 7 юни 1380)